# Lista de emissoras de televisão do Pará
Esta é uma lista de emissoras de televisão do estado brasileiro do Pará. São 97 emissoras concessionadas pela ANATEL, além de 5 emissoras que não possuem concessão para operar. Pela lei, uma Retransmissora de Televisão (RTV) dentro da Amazônia Legal pode gerar programação local e comercializar espaços comerciais. As emissoras podem ser classificadas pelo nome, canal analógico, canal digital, cidade de concessão, razão social, afiliação e prefixo.

## Canais abertos
| Nome                     | CA | CD      | Concessão             | Razão social                                                       | Afiliação                          | Prefixo |
| ------------------------ | -- | ------- | --------------------- | ------------------------------------------------------------------ | ---------------------------------- | ------- |
| Amazônia TV              | 2  | 25      | Parauapebas           | RTP-Rede de Televisão Paraense Ltda.                               | Record                             | RTV     |
| Amazônia TV              | 4  | 33      | Parauapebas           | RCR-Rede de Comunicação Regional Ltda.                             | RedeTV!                            | RTV     |
| Atalaia TV               | 39 | 49*     | Oriximiná             | Rádio e Televisão Atalaia Ltda.                                    | Record                             | RTV     |
| RBA TV Bragança          | 8  | 35      | Bragança              | Município de Bragança                                              | Rede Bandeirantes                  | RTV     |
| BMTV                     | 11 | —       | Tailândia             | Brasil Maior Telecomunicações e Vídeo Ltda.                        | Record                             | RTV     |
| Boas Novas Belém         | —  | 4 (36)  | Belém                 | Rádio Guajará Ltda.                                                | Boas Novas                         | ZYP 267 |
| Canaã TV                 | 12 | 23      | Canaã dos Carajás     | SCC-Sistema Canaã de Comunicação Ltda.                             | Record                             | RTV     |
| MVTV                     | 16 | 22      | Paragominas           | Sistema Vale do Tocantins de Comunicações Ltda.                    | Record                             | RTV     |
| NBT                      | —  | 11 (43) | Belém                 | RBN - Rede Brasil Norte de Comunicação Ltda.                       | Independente                       | RTV     |
| NITV                     | 20 | 38*     | Santarém              | Rádio e Televisão Ponta Negra Ltda.                                | Rede Brasil                        | RTV     |
| RBA TV                   | —  | 13 (35) | Belém                 | Sistema Clube do Pará de Comunicação Ltda.                         | Rede Bandeirantes                  | ZYP 271 |
| RBA TV Castanhal         | 6  | 18      | Castanhal             | RTP-Rede de Televisão Paraense Ltda.                               | Rede Bandeirantes                  | RTV     |
| RBA TV Marabá            | —  | 2 (36)  | Marabá                | Sistema Clube do Pará de Comunicação Ltda.                         | Rede Bandeirantes                  | ZYB 207 |
| RBA TV Paragominas       | 30 | 35      | Paragominas           | Sistema Clube do Pará de Comunicação Ltda.                         | Rede Bandeirantes                  | RTV     |
| RBA TV Parauapebas       | 30 | 35      | Parauapebas           | Sistema Clube do Pará de Comunicação Ltda.                         | Rede Bandeirantes                  | RTV     |
| RBA TV Santarém          | —  | 12 (36) | Santarém              | Santarém Rádio e TV Ltda.                                          | Rede Bandeirantes                  | RTV     |
| Record News Altamira     | 21 | 23*     | Altamira              | Sistema Matogrosso de Comunicação Ltda.                            | Record News                        | RTV     |
| TV Record Belém          | —  | 10 (22) | Belém                 | Rádio e Televisão Marajoara Ltda.                                  | Record                             | ZYB 204 |
| TV Capanema              | 7  | 34      | Capanema              | Servisat Radiodifusão Ltda.                                        | Record                             | RTV     |
| Rede Capital             | —  | 17      | Belém                 | Nordeste Comunicação e Marketing Ltda.                             | RBTV                               | RTV     |
| Rede Cultura do Pará     | —  | 2 (41)  | Belém                 | Fundação Paraense de Radiodifusão - FUNTELPA                       | TV Cultura .2 TV Educativa do Pará | ZYB 202 |
| RedeTV! Altamira         | 8  | 28*     | Altamira              | RCR-Rede de Comunicação Regional Ltda.                             | RedeTV!                            | RTV     |
| RedeTV! Belém            | —  | 47 (48) | Belém                 | Rádio e TV União Ltda.                                             | RedeTV!                            | RTV     |
| RedeTV! Castanhal        | 29 | 27      | Castanhal             | Rede Norte de Comunicação Ltda.                                    | RedeTV!                            | RTV     |
| RedeTV! Karajás          | —  | 17      | Canaã dos Carajás     | Serra Sul Publicidade e Propaganda Ltda.                           | RedeTV!                            | RTV     |
| RedeTV! Paragominas      | 12 | 29      | Paragominas           | RTP-Rede de Televisão Paraense Ltda.                               | RedeTV!                            | RTV     |
| SBT Bragança             | —  | 26      | Bragança              | RTP-Rede de Televisão Paraense Ltda.                               | SBT                                | RTV     |
| SBT Capanema             | 6  | 26      | Capanema              | RTP-Rede de Televisão Paraense Ltda.                               | SBT                                | RTV     |
| SBT Pará                 | —  | 5 (26)  | Belém                 | TVSBT - Canal 5 de Belém S/A                                       | SBT                                | ZYP 292 |
| SBT Paragominas          | —  | 25      | Paragominas           | Ouro Verde Comunicações Ltda.                                      | SBT                                | RTV     |
| SBT Xinguara             | 9  | 36*     | Xinguara              | RCR-Rede de Comunicação Regional Ltda.                             | SBT                                | RTV     |
| TV 14 de Julho           | 27 | —       | Itupiranga            | Sem registro                                                       | Record                             | —       |
| TV A Crítica Belém       | —  | 40      | Belém                 | SM Comunicações Ltda.                                              | TV A Crítica                       | RTV     |
| TV A Crítica Parauapebas | 24 | 42*     | Parauapebas           | Sistema Veneza de Comunicação e Publicidade Ltda.                  | TV A Crítica                       | RTV     |
| TV Abaetetuba            | 23 | —       | Abaetetuba            | Sistema Maratauira de Comunicações Ltda.                           | SBT                                | RTV     |
| TV Açaí                  | 3  | —       | Abaetetuba            | Empresa de Comunicação Abaetetubense Ltda.                         | Rede Bandeirantes                  | RTV     |
| TV Adonai                | 11 | 33*     | Redenção              | Sistema Carajás de Comunicações Ltda.                              | Record                             | RTV     |
| TV Alepa                 | —  | 8 (45)  | Belém                 | Senado Federal                                                     | .1 TV Senado .3 TV Câmara          | ZYP 309 |
| TV Altamira              | 6  | 42*     | Altamira              | Prefeitura Municipal de Altamira                                   | Rede Cultura do Pará               | RTV     |
| TV Amazon                | 45 | —       | Portel                | R & S Telecomunicações de Portel Ltda.                             | Record                             | RTV     |
| TV Amazônia              | 13 | —       | Capanema              | Sistema de Comunicação Frederico Braun Ltda.                       | Rede Bandeirantes                  | RTV     |
| TV Amazônia              | 7  | 34      | Santarém              | Amazônia Rádio e Televisão Ltda.                                   | Rede Super                         | RTV     |
| TV Atalaia               | 10 | 49*     | Óbidos                | Rádio e Televisão Atalaia Ltda.                                    | RedeTV!                            | RTV     |
| Prime TV                 | 9  | —       | Dom Eliseu            | Prefeitura Municipal de Dom Eliseu                                 | SBT                                | RTV     |
| TVC Belém                | —  | 9 (38)  | Belém                 | Fundação Padre Anchieta - Centro Paulista de Rádio e TV Educativas | TV Cultura                         | RTV     |
| TV Cametá                | 26 | 22      | Cametá                | Sistema Vale do Tocantins de Comunicações Ltda.                    | Record                             | RTV     |
| TV Castanhal             | 15 | 36      | Castanhal             | Fields Comunicação Ltda.                                           | RBTV                               | RTV     |
| TV Cidade                | —  | 36 (19) | Altamira              | Rádio e TV Cidade Comunicação Ltda.                                | Rede Bandeirantes                  | RTV     |
| TV Cidade                | 16 | —       | Brasil Novo           | Sem registro                                                       | SBT                                | —       |
| TV Cidade                | 6  | —       | Mocajuba              | Prefeitura Municipal de Mocajuba                                   | Rede Bandeirantes                  | RTV     |
| TV Cidade                | 14 | —       | Novo Progresso        | Sem registro                                                       | SBT                                | —       |
| TV Cidade                | 30 | —       | Oriximiná             | M V L Communicare Telecomunicações Ltda.                           | Rede Bandeirantes                  | —       |
| TV Cidade Dourada        | 4  | 18      | Itaituba              | Rádio e Televisão Cidade Dourada Ltda.                             | RedeTV!                            | RTV     |
| TV Conceição             | —  | 17      | Abaetetuba            | Fundação Nazaré de Comunicação                                     | TV Nazaré                          | RTV     |
| TV Correio               | —  | 26 (28) | Marabá                | Radiodifusão Carajás Ltda.                                         | SBT                                | RTV     |
| TV Educadora             | 30 | 31      | Bragança              | Fundação Nazaré de Comunicação                                     | TV Nazaré                          | RTV     |
| TV Eldorado              | 6  | 35      | Itaituba              | ITA Negócios e Participações Ltda.                                 | Rede Bandeirantes                  | RTV     |
| TV Encontro              | —  | 26 (30) | Santarém              | Fundação Nazaré de Comunicação                                     | TV Nazaré                          | RTV     |
| TV Floresta              | 12 | 27      | Tucuruí               | Rádio Floresta Ltda.                                               | SBT                                | RTV     |
| TV Fraternidade          | 9  | —       | Curuçá                | Rádio Televisão Fraternidade Ltda.                                 | SBT                                | RTV     |
| TV Grão Pará             | —  | 14 (15) | Belém                 | Rauland Belém Som Ltda.                                            | TV Gazeta                          | RTV     |
| TV Guajará               | 7  | 33      | Tailândia             | TV Guajará Ltda.                                                   | SBT                                | RTV     |
| TV Guajarina             | 8  | —       | Santa Maria do Pará   | TV Guajarina Ltda.                                                 | Rede Bandeirantes                  | RTV     |
| TV Guarany               | 15 | 32      | Santarém              | Rádio Guarany de Santarém Ltda.                                    | Record                             | RTV     |
| TV Ideal                 | 6  | —       | Vigia                 | Rede Ideal de Televisão Ltda.                                      | SBT                                | RTV     |
| TV Itaituba              | 2  | 33      | Itaituba              | Itaituba Sistema de Comunicação Ltda.                              | Record                             | RTV     |
| TV Kairós                | —  | 7 (24)  | Marabá                | RTP-Rede de Televisão Paraense Ltda.                               | Boas Novas                         | RTV     |
| TV Liberal               | —  | 7 (21)  | Belém                 | Televisão Liberal S.A.                                             | TV Globo .2 TV Educativa do Pará   | ZYB 222 |
| TV Liberal Altamira      | 13 | 22*     | Altamira              | Televisão Liberal S.A.                                             | TV Globo                           | RTV     |
| TV Liberal Castanhal     | 11 | 49      | Castanhal             | Televisão Liberal S.A.                                             | TV Globo                           | RTV     |
| TV Liberal Marabá        | —  | 5 (43)  | Marabá                | Servisat Radiodifusão Ltda.                                        | TV Globo                           | RTV     |
| TV Liberal Paragominas   | 8  | 21      | Paragominas           | Televisão Liberal S.A.                                             | TV Globo                           | RTV     |
| TV Liberal Parauapebas   | 12 | 21      | Parauapebas           | Televisão Liberal S.A.                                             | TV Globo                           | RTV     |
| TV Liberal Redenção      | 12 | 21      | Redenção              | Televisão Liberal S.A.                                             | TV Globo                           | RTV     |
| TV Mania                 | —  | 33      | Bragança              | Mania Comunicações Ltda.                                           | Record                             | RTV     |
| TV Mirante               | —  | 17      | Altamira              | M.V.L. - Communicare Telecomunicações Ltda.                        | Record                             | RTV     |
| TV Miriti                | —  | 22      | Abaetetuba            | Servisat Radiodifusão Ltda.                                        | Record                             | RTV     |
| TV Missão                | 9  | 48      | Parauapebas           | Prefeitura Municipal de Parauapebas                                | Boas Novas                         | RTV     |
| TV Moju                  | 23 | —       | Moju                  | Sem registro                                                       | SBT                                | —       |
| TV Marajoara             | —  | 50 (51) | Ananindeua            | Rede Novo Estado de Rádio e Televisão Ltda.                        | Rede Brasil                        | RTV     |
| TV Marajoara             | 46 | —       | Castanhal             | Emissoras Rádio Marajoara Ltda.                                    | Rede Brasil                        | RTV     |
| TV Metropolitana         | —  | 16      | Belém                 | W.A.C. Rabelo e Cia. Ltda.                                         | Rede União                         | RTV     |
| TV Montes Claros         | 11 | 27      | Alenquer              | Rádio e TV Montes Claros de Alenquer Ltda.                         | SBT                                | RTV     |
| TV Nazaré                | —  | 30 (31) | Belém                 | Fundação Nazaré de Comunicação                                     | TV Nazaré                          | ZYB 206 |
| TV Paraense              | 3  | 25      | Castanhal             | RTP-Rede de Televisão Paraense Ltda.                               | SBT                                | RTV     |
| TV Paragominas           | 10 | —       | Paragominas           | Prefeitura Municipal de Paragominas                                | Rede Cultura do Pará               | RTV     |
| TV Princesa              | —  | 29      | Santarém              | R A W Comunicação e Publicidade Ltda-EPP                           | TV Gazeta                          | RTV     |
| TV Ponta Negra           | 5  | 24      | Santarém              | Rádio e Televisão Ponta Negra Ltda.                                | SBT                                | RTV     |
| TV Rio Norte             | 18 | 35*     | Conceição do Araguaia | RCR-Rede de Comunicação Regional Ltda.                             | Rede Bandeirantes                  | RTV     |
| TV Sant'Ana              | —  | 35 (31) | Óbidos                | Fundação Nazaré de Comunicação                                     | TV Nazaré                          | RTV     |
| TV São Miguel            | 12 | —       | São Miguel do Guamá   | RTP-Rede de Televisão Paraense Ltda.                               | SBT                                | RTV     |
| TV Sentinela             | 7  | —       | Óbidos                | Rádio e Televisão Sentinela da Amazônia Ltda.                      | Rede Bandeirantes                  | RTV     |
| TV STM                   | 13 | 36      | Mocajuba              | Bacex Comércio e Exportação Ltda.                                  | SBT                                | RTV     |
| TV Talento               | 49 | —       | Uruará                | Sem registro                                                       | SBT                                | —       |
| TV Tapajoara             | 7  | 25      | Itaituba              | Tapajós Publicidade Ltda.                                          | SBT                                | RTV     |
| TV Tapajós               | 4  | 22      | Santarém              | Rádio e TV Tapajós Ltda.                                           | TV Globo                           | ZYB 223 |
| TV Tocantina             | 6  | —       | Cametá                | Prefeitura Municipal de Cametá                                     | Rede Bandeirantes                  | RTV     |
| TV Tucumã                | 6  | 25      | Tucumã                | M.M. Studio Produções e Publicação Ltda.                           | SBT                                | RTV     |
| TV Vale do Uruará        | 11 | 35*     | Uruará                | Rádio e TV Vale do Uruará Ltda.                                    | Rede Bandeirantes                  | RTV     |
| TV Vale do Xingu         | —  | 10 (38) | Altamira              | Rede de Rádio e Televisão Vale do Xingu Ltda.                      | SBT                                | RTV     |
| TV Vitória               | —  | 20      | Vitória do Xingu      | W. D. Comunicações Ltda.                                           | Record                             | RTV     |
| TV Xingu                 | 4  | —       | São Félix do Xingu    | Conselho de Desenvolvimento Comunitário de Tucuma                  | SBT                                | RTV     |
| TVI                      | 7  | 29      | Redenção              | Rádio e TV Cidade Sul do Pará Ltda.                                | SBT                                | RTV     |

* - Em implantação

### Extintos
| Nome                | Canal | Cidade de concessão | Período de existência |
| ------------------- | ----- | ------------------- | --------------------- |
| TV Marajoara        | 2     | Belém               | 1961-1980             |
| TV Marajó           | 25    | Belém               | 1994-1999             |
| RTP TV Salinas      | 6     | Salinópolis         | 1982-2015             |
| TV Fox              | 50    | Marabá              | 2005-2015             |
| TV Vera Cruz        | 17    | Parauapebas         | 2016-2017             |
| TV Marabá           | 13    | Marabá              | 1976-2019             |
| TV Liberal Itaituba | 13    | Itaituba            | 1993-2019             |
| TV Liberal Tucuruí  | 7     | Tucuruí             | 1987-2019             |
| TV Tocantins        | 10    | Marabá              | Desconhecido          |
| IMO TV              | 9     | Garrafão do Norte   | Desconhecido          |

## Canais fechados
- TV ALEPA
- Roma News